# David Sackett
David Lawrence Sackett (Chicago, Illinois, 17 de noviembre de 1934 - 13 de mayo de 2015) fue un médico canadiense pionero de la Medicina basada en la evidencia. Con formación inicial de médico internista, se dio cuenta de que muchas de las decisiones de los médicos tomadas en los ambientes clínicos estaban basadas en la experiencia, de por sí necesaria, pero que no se sabía con seguridad si esas decisiones, generalmente tratamientos, funcionaban o no. Propuso que tales decisiones se fundamentaran en estudios epidemiológicos como los ensayos clínicos y criticó la falta de rigor en la realización de muchos de ellos. Fundó el primer departamento de Epidemiología clínica en la Universidad McMaster en Ontario, Canadá y the Oxford Centre for Evidence-Based Medicine. En la década de los 90, David Sackett, en la revista JAMA, publicó junto con epidemiólogos clínicos de la universidad de McMaster, una serie de artículos-guía sobre la apreciación crítica de la literatura médica. Era reconocido por sus múltiples publicaciones sobre la aplicación de la epidemiología en la clínica y por su libro de texto: Epidemiología Clínica: Una ciencia básica para la medicina clínica.

## Publicaciones seleccionadas
Guyatt GH. Evidence-based medicine. ACP J Club 1991; 112 (Sup. 2): A16
Sackett DL, Haynes RB (editors). Compliance with Therapeutic Regimens. Baltimore: Johns Hopkins University Press, 1976.
Haynes RB, Taylor DW, Sackett DL. Compliance in Health Care. Baltimore: Johns Hopkins University Press, 1979. ISBN 0-8018-2162-2.
Sackett DL. Bias in analytic research. J Chronic Dis. 1979;32(1-2):51-63. doi:10.1016/0021-9681(79)90012-2 PMID 447779.
Sackett DL. Rules of evidence and clinical recommendations on the use of antithrombotic agents. Chest. 1986 Feb;89(2 Suppl):2S-3S. PMID 3943408.
Sackett DL, Haynes RB, Tugwell P. Clinical epidemiology: a basic science for clinical medicine, First edition. Boston: Little, Brown, 1985. ISBN 0-316-76595-3.
Guyatt GH, Sackett DL, Cook DJ. Users' guides to the medical literature. II. How to use an article about therapy or prevention. A. Are the results of the study valid? Evidence-Based Medicine Working Group. JAMA. 1993 December 1;270(21):2598-601. PMID 8230645.
Guyatt GH, Sackett DL, Cook DJ. Users' guides to the medical literature. II. How to use an article about therapy or prevention. B. What were the results and will they help me in caring for my patients? Evidence-Based Medicine Working Group. JAMA. 1994 January 5;271(1):59-63. PMID 8258890.
Jaeschke R, Guyatt G, Sackett DL. Users' guides to the medical literature. III. How to use an article about a diagnostic test. A. Are the results of the study valid? Evidence-Based Medicine Working Group. JAMA. 1994 February 2;271(5):389-91. PMID 8283589.
Jaeschke R, Guyatt GH, Sackett DL. Users' guides to the medical literature. III. How to use an article about a diagnostic test. B. What are the results and will they help me in caring for my patients? The Evidence-Based Medicine Working Group. JAMA. 1994 March 2;271(9):703-7. PMID 8309035.
Cook RJ, Sackett DL. The number needed to treat: a clinically useful measure of treatment effect. BMJ. 1995 February 18;310(6977):452-4. PMID 7873954.
Sackett DL, Rosenberg WM, Gray JA, Haynes RB, Richardson WS. Evidence based medicine: what it is and what it isn't. BMJ. 1996 January 13;312(7023):71-2. PMID 8555924.
Sackett DL, Straus SE, Richardson WS, Rosenberg W, Haynes RB. Evidence-based medicine: how to practice and teach EBM, 2nd ed. Edinburgh & New York: Churchill Livingstone, 2000. ISBN 0-443-06240-4.
Haynes RB, Sackett DL, Guyatt GH, Tugwell P. Clinical epidemiology: how to do clinical practice research, 3rd edition. Philadelphia: Lippincott, Williams and Wilkins, 2006. ISBN 0-7817-4524-1.
Sackett DL (2015). Why did I become a clinician-trialist? JLL Bulletin: Commentaries on the history of treatment evaluation (http://www.jameslindlibrary.org/articles/why-did-i-become-a-clinician-trialist/)